# Cnemidophorus murinus
Cnemidophorus murinus är en ödleart som beskrevs av  Laurenti 1768. Cnemidophorus murinus ingår i släktet Cnemidophorus och familjen tejuödlor.

## Underarter
Arten delas in i följande underarter:
- C. m. ruthveni
- C. m. murinus